# Wolfgang Höpker
Wolfgang Höpker (* 8. Februar 1909 in Bromberg; † 6. März 1989 in Bonn) war ein deutscher Journalist und Publizist.

## Leben
Höpker entstammt einer Königsberger Familie. Er wurde 1909 als Sohn eines Assessors und späteren Landrats in Ostpreußen geboren. Sein Vater diente als Reserveoffizier im Ersten Weltkrieg.
Er studierte nach dem Abitur 1928 an einem humanistischen Gymnasium in Erfurt Nationalökonomie, Soziologie und Geopolitik. 1934 wurde er an der Universität Jena zum Dr. rer. pol. promoviert. Danach war er politischer Redakteur der Münchener Neuesten Nachrichten und diente als Soldat im Zweiten Weltkrieg. Politisch stand er der DVP nahe.
1946 wurde er Herausgeber des Union-Pressedienstes in Hamburg. 1948 mitbegründete er die evangelisch-konservative Wochenzeitung Christ und Welt in Stuttgart. Von 1954 bis 1958 war er bei der Welt für das Politikressort zuständig. Ab 1958 war er Korrespondent in Bonn und ab 1980  außenpolitischer Kommentator beim Rheinischen Merkur. Er publizierte zahlreiche Bücher, insbesondere zur politischen Geographie (maritime Strategie, Afrika und Ostpolitik).
Er war ab 1935 verheiratet; sein Sohn Thomas Höpker (1936–2024) wurde Fotograf und Dokumentarfilmer.

## Auszeichnungen
- 1988: Konrad-Adenauer-Preis der Deutschland-Stiftung für Publizistik

## Schriften (Auswahl)

### Monografien
- Rumänien diesseits und jenseits der Karpathen. Knorr & Hirth, München 1936.
- Zwischen Ostsee und Ägäis. Moskaus westliches Vorfeld (= Bibliothek der Zeit). Heyne, München 1954.
- Europäisches Niemandsland. Moskaus Zwischeneuropa vom Nordkap bis Kreta. Diederichs, Düsseldorf u. a. 1956.
- Wie rot ist das Mittelmeer? Europas gefährdete Südflanke. Mit einem Nachwort von Hans Speidel, Seewald, Stuttgart 1968.
- Weltmacht zur See. Die Sowjetunion auf allen Meeren (= Militärpolitische Schriftenreihe, Band 6). Seewald, Stuttgart 1971.
- Die Stunde der Wahrheit. Konsequenzen aus den Ostverträgen. Seewald, Stuttgart 1972.
- Stossrichtung Atlantik. Die Drohung aus dem Norden (= Militärpolitische Schriftenreihe, Band 9). Seewald, Stuttgart 1973.
- Wetterzone der Weltpolitik. Der Indische Ozean im Kräftespiel der Mächte (= Militärpolitische Schriftenreihe, Band 11). Seewald, Stuttgart 1975.
- Der Westen ist stärker als er denkt. Plädoyer für ein globales Verbundsystem (= Geschichte und Staat, Band 246). Olzog, München u. a. 1981, ISBN 3-7892-7158-6.
- Südatlantik. Machtvakuum der Weltpolitik (= Schriftenreihe des Deutschen Marine-Instituts, Band 5). Mittler, Herford 1983, ISBN 3-8132-0170-8.
- Metropolen der Welt. Wirkliche und heimliche Hauptstädte. Burg Verlag, Sachsenheim u. a. 1986, ISBN 3-922801-00-5.

### Herausgeberschaften
- Südafrika auf der Waage. Ein Subkontinent zwischen Evolution und Revolution. Verlag Wissenschaft und Politik, Köln 1978, ISBN 3-8046-8553-6.
- Hundert Jahre Afrika und die Deutschen. 2. Auflage, Neske, Pfullingen 1985, ISBN 3-7885-0268-1.